# Park Narodowy Yacuri
Park Narodowy Yacuri (hiszp. Parque nacional Yacuri) – park narodowy w południowym Ekwadorze położony w prowincjach Loja i Zamora-Chinchipe. Został utworzony 30 grudnia 2009 roku i zajmuje obszar 430,91 km². W 2008 roku został zakwalifikowany przez BirdLife International jako ostoja ptaków IBA, a w 2012 roku został wpisany na listę konwencji ramsarskiej. Od 2013 roku, wraz z Parkiem Narodowym Podocarpus, jest częścią rezerwatu biosfery UNESCO o nazwie „Podocarpus-El Cóndor”.

## Opis
Park znajduje się na wschodnich zboczach Andów, w dorzeczu Amazonki, na wysokościach od 2800 do 3600 m n.p.m. i obejmuje południową część pasma górskiego Cordillera Real. Znajduje się tu 48 jezior polodowcowych wpisanych na listę konwencji ramsarskiej pod nazwą „Sistema Lacustre Yacuri”. Niżej położoną część parku pokrywa tropikalny wilgotny las górski i las mglisty. Na wyżej położonej, większej części parku, występuje paramo.
W zależności od wysokości średnia roczna temperatura w parku wynosi od +8 °C do +12 °C, a opady od 1500 do 3000 mm rocznie.

## Flora
W parku odnotowano 280 gatunków roślin naczyniowych. Szacuje się jednak, że może ich być co najmniej 1300. Rosną tu m.in. takie rośliny jak Podocarpus oleifolius, Valeriana aretioides, Neurolepis nana.

## Fauna
W parku zarejestrowano 18 gatunków ssaków, 111 gatunków ptaków oraz 11 gatunków płazów.
Ssaki to m.in.: zagrożony wyginięciem (EN) tapir górski, narażony na wyginięcie (VU) andoniedźwiedź okularowy, a także nibylis andyjski, pudu północny i puma płowa.
Ptaki występujące w parku to narażona na wyginięcie (VU) andagra maskowa, a także m.in.: amazoneczka czerwonolica, złotopiórka, penelopa brodata, metalik purpurowogardły, andowiec rdzawobrzuchy, dzięcioł andyjski, górzak andyjski, bekas kasztanowaty, andotukan niebieski, krytonosek jednobarwny, tyranówka żółtobrzucha.